# Andrei Adistia
Andrei Adistia (* 25. Juli 1989) ist ein indonesischer Badmintonspieler. 

## Karriere
Andrei Adistia wurde sowohl bei den Indonesia International 2010 als auch bei den Malaysia International 2010 Zweiter im Herrendoppel mit Rahmat Adianto. Mit neuem Partner Christopher Rusdianto siegte er 2011 bei den Bahrain International.

## Sportliche Erfolge
| Saison | Veranstaltung           | Disziplin    | Platz | Name                                   |
| ------ | ----------------------- | ------------ | ----- | -------------------------------------- |
| 2010   | Indonesia International | Herrendoppel | 2     | Andrei Adistia / Rahmat Adianto        |
| 2010   | Malaysia International  | Herrendoppel | 2     | Andrei Adistia / Rahmat Adianto        |
| 2011   | Bahrain International   | Herrendoppel | 1     | Andrei Adistia / Christopher Rusdianto |